# ماتیا بازار
ماتیا بازار (به انگلیسی: Matia Bazar) گروه موسیقی پاپ ایتالیایی است که در سال ۱۹۷۵ در جنوآ تشکیل شد. اعضای اصلی گروه پیرو کاسانو (کیبورد)، آلدو استیلیتا (باس)، کارلو ماراله (گیتار، خواننده)، جیانکارلو گولزی (درام) و آنتونلا روجیرو (خواننده) بودند. آن‌ها با آهنگی به نام پرتو ماه (Raggio di luna) نماینده ایتالیا در یوروویژن ۱۹۷۹ بودند. آنها به خاطر کیفیت خواننده‌های زن خود از جمله آنتونلا روجیرو، لورا والنته، سیلویا مزانوته، روبرتا فاکانی و در حال حاضر لونا دراگونیری شناخته می‌شوند.
روجیرو و ماراله، دو خواننده اصلی ترکیب اولیه گروه، به ترتیب در سال‌های ۱۹۸۹ و ۱۹۹۴ جدا شدند تا حرفه خود را به صورت انفرادی دنبال کنند. استیلیتا ترانه‌سرا و نوازنده اصلی بیس در سال ۱۹۹۸ و گولزی درامر/ترانه‌پرداز و عضو موسس در سال ۲۰۱۵ درگذشت. کاسانو، آخرین عضو اصلی، در مه ۲۰۱۷ گروه را ترک کرد. این گروه از سال ۱۹۹۸ تاکنون توسط فابیو پرورسی، نوازنده چند ساز و کیبورد رهبری می‌شود.